# Championnat du monde de billard carambole partie libre
Le Championnat du monde de billard carambole à la partie libre seniors était organisé par l'Union mondiale de billard.

## Palmarès

### Année par année

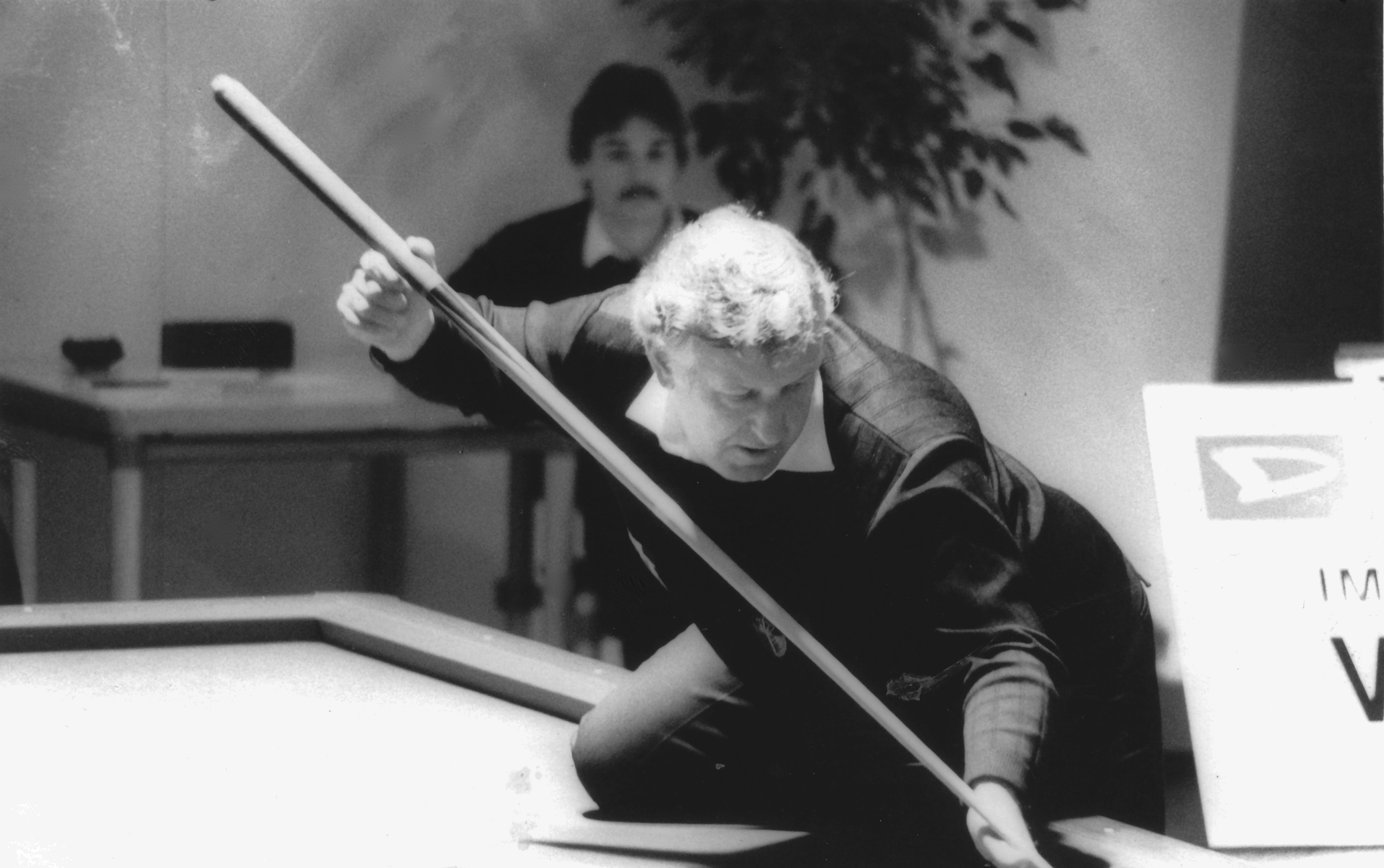
Raymond Ceulemans - Recordman du monde de la moyenne générale et dernier champion du monde à la partie libre de l'histoire

Liste des champions du monde de la UMB à la partie libre[réf. incomplète],[réf. incomplète],[réf. incomplète].
| Année | Ville hôte | Vainqueur              | Moyenne générale |
| ----- | ---------- | ---------------------- | ---------------- |
| 1928  | Bâle       | Edmond Soussa (1)      | 30,48            |
| 1929  | Le Caire   | Edmond Soussa (2)      | 29,76            |
| 1930  | Barcelone  | Edmond Soussa (3)      | 33,44            |
| 1931  | Vichy      | Théo Moons (1)         | 41,17            |
| 1932  | Espinho    | Juan Butron (1)        | 40,44            |
| 1933  | Lille      | Walter Joachim (1)     | 40,64            |
| 1934  | Vienne     | Jean Albert (1)        | 47,61            |
| 1935  | Bordeaux   | Jean Albert (2)        | 61,28            |
| 1936  | Mulhausen  | Juan Butron (2)        | 57,77            |
| 1937  | Bâle       | Juan Butron (3)        | 77,07            |
| 1938  | Marseille  | Jean Albert (3)        | 33,98            |
| 1939  | Lausanne   | Alfredo Ferraz (1)     | 106,36           |
| 1949  | Madrid     | Clément Van Hassel (1) | 62,60            |
| 1950  | Madrid     | Pedro Carrera (1)      | 65,57            |
| 1953  | Vigo       | Pedro Carrera (2)      | 72,72            |
| 1964  | Vigo       | José Galvez (1)        | 156,76           |
| 1969  | Linz       | Raymond Ceulemans (1)  | 178,84           |

## Records

### Record de la moyenne générale

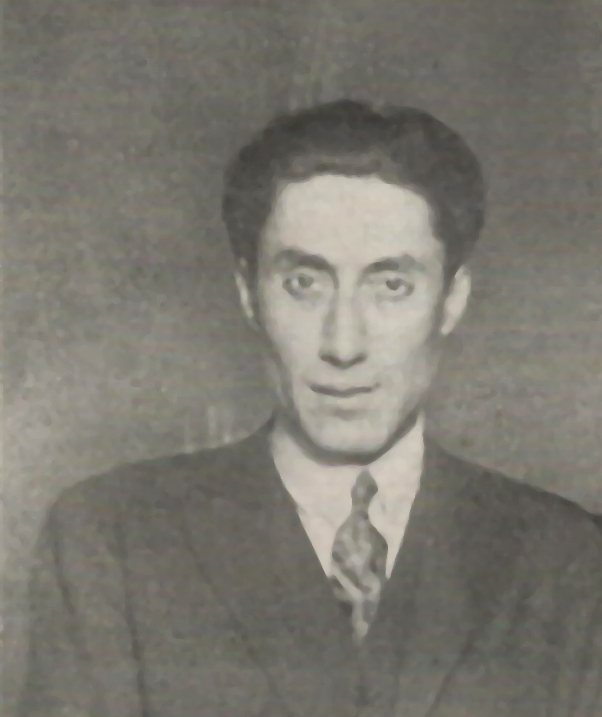
Edmond Soussa - Co-recordman du nombre de victoires

| Joueur            | Année | Moyenne générale |
| ----------------- | ----- | ---------------- |
| Raymond Ceulemans | 1969  | 178,84           |

### Record du nombre de victoires
| Joueur             | Nombre de victoires |
| ------------------ | ------------------- |
| Jean Albert        | 3                   |
| Juan Butron        | 3                   |
| Edmond Soussa      | 3                   |
| Pedro Carrera      | 2                   |
| Raymond Ceulemans  | 1                   |
| Théo Moons         | 1                   |
| José Galvez        | 1                   |
| Alfredo Ferraz     | 1                   |
| Clément Van Hassel | 1                   |
| Walter Joachim     | 1                   |

### Record de victoire par nationalité
| Pays      | Nombre de victoires |
| --------- | ------------------- |
| Espagne   | 4                   |
| France    | 3                   |
| Égypte    | 3                   |
| Belgique  | 3                   |
| Argentine | 2                   |
| Portugal  | 1                   |
| Allemagne | 1                   |